# Mameluco

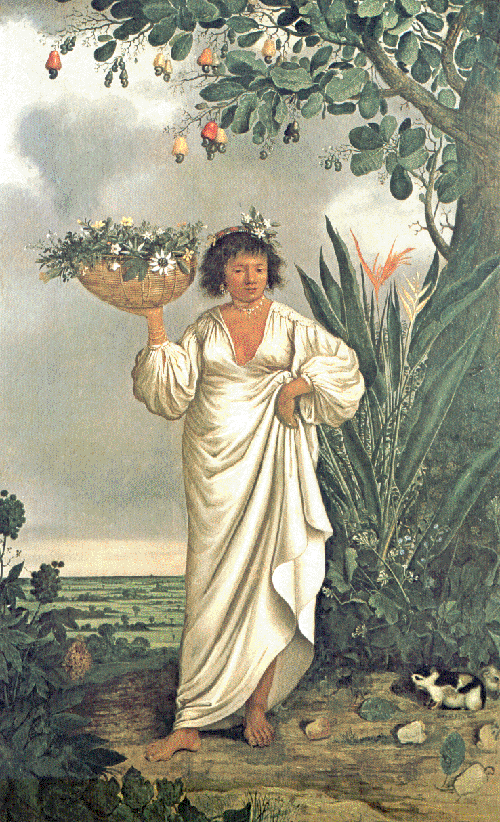
Tranh của Albert Eckhout: một phụ nữ Mameluca (khoảng năm 1641–1644).

Mameluco là một từ tiếng Bồ Đào Nha chỉ thế hệ đầu tiên của sự pha trộn giữa người châu Âu và thổ dân châu Mỹ. Nó tương ứng với "mestizo" trong tiếng Tây Ban Nha.
Vào thế kỷ 17 và 18, Mameluco còn dùng để chỉ các nhóm săn lùng nô lệ có tổ chức, thường gọi là "bandeirantes", lang thang từ trong nội địa Nam Mỹ từ Đại Tây Dương đến chân núi Andes và từ Paraguay đến sông Orinoco, xâm chiếm những nơi tập trung đông người Guarani để tìm nô lệ.
Từ này có thể đã trở nên phổ biến tại Bồ Đào Nha từ thời Trung Cổ, bắt nguồn từ "mamluk" (nô lệ trong tiếng Ả Rập) thường được dùng để chỉ những người lính và người cai trị có nguồn gốc nô lệ, đặc biệt là ở Ai Cập.